# Liste von Sakralbauten in Barsinghausen
Die Liste von Sakralbauten in Barsinghausen nennt Kirchengebäude und andere Sakralbauten in Barsinghausen, Region Hannover, Niedersachsen.

## Liste
| Bild | Name                  | Ort                | Koordinaten                                 | Konfession der Gemeinde               |
| ---- | --------------------- | ------------------ | ------------------------------------------- | ------------------------------------- |
|      | Alexandri-Kirche      | Bantorf            | 52° 19′ 15,7″ N, 9° 24′ 59,6″ O             | evangelisch-lutherisch                |
|      | St. Barbara           | Barsinghausen      | 52° 18′ 3,6″ N, 9° 28′ 52,3″ O              | römisch-katholisch                    |
|      | Marienkirche          | Barsinghausen      | 52° 18′ 4″ N, 9° 27′ 39,9″ O                | evangelisch-lutherisch                |
|      | St.-Petrus-Kirche     | Barsinghausen      | 52° 18′ 22,8″ N, 9° 28′ 41,6″ O             | evangelisch-lutherisch                |
|      | Kirche Egestorf       | Egestorf (Deister) | 52° 17′ 16,4″ N, 9° 30′ 37,7″ O             | evangelisch-lutherisch                |
|      | Friedhofskapelle Göxe | Göxe               | 52° 20′ 17,8″ N, 9° 32′ 44,2″ O             | evangelisch-lutherisch                |
|      | St.-Blasius-Kirche    | Großgoltern        | 52° 19′ 55,5″ N, 9° 29′ 56,8″ O             | evangelisch-lutherisch                |
|      | St. Matthias          | Groß Munzel        | ehemals römisch-katholisch, 1999 aufgegeben |                                       |
|      | St. Michaelis         | Groß Munzel        | 52° 21′ 53,3″ N, 9° 28′ 29,4″ O             | evangelisch-lutherisch                |
|      | Thomaskirche          | Hohenbostel        | 52° 19′ 9,7″ N, 9° 25′ 47″ O                | evangelisch-lutherisch                |
|      | Heilig-Kreuz-Kirche   | Kirchdorf          | 52° 17′ 59,2″ N, 9° 30′ 6,2″ O              | evangelisch-lutherisch                |
|      | Hoffnungsgemeinde     | Kirchdorf          | 52° 17′ 24,8″ N, 9° 29′ 14,2″ O             | evangelisch-freikirchlich (Baptisten) |
|      | St. Severin           | Landringhausen     | 52° 21′ 19,9″ N, 9° 27′ 48,8″ O             | evangelisch-lutherisch                |
|      | Kapelle Langreder     | Langreder          | 52° 18′ 20,3″ N, 9° 32′ 4,5″ O              | evangelisch-lutherisch                |
|      | Kirche Stemmen        | Stemmen            | 52° 20′ 36,8″ N, 9° 31′ 13,4″ O             | evangelisch-lutherisch                |